# Sovereign Syndicate
Sovereign Syndicate — компьютерная ролевая игра, разработанная компанией Crimson Herring Studios и изданная этой же компанией для Windows в 2024 году.

## Игровой процесс
Действие игры происходит в Лондоне Викторианской эпохи с элементами фэнтези. Сеттинг игры описывается как стимпанк. Отдельные обозреватели отмечают, что игровой процесс во многом вдохновлён ролевой игрой Disco Elysium.

## Отзывы
| Сводный рейтинг       | Сводный рейтинг |
| Агрегатор             | Оценка          |
| --------------------- | --------------- |
| Metacritic            | 77%             |
| Иноязычные издания    |                 |
| Издание               | Оценка          |
| PC Gamer (US)         | 80%             |
| RPGFan                | 76%             |
| Gry-Online            | 5.5/10          |
| Oyungezer             | 7.5/10          |
| PC Invasion           | 78%             |
| Русскоязычные издания |                 |
| Издание               | Оценка          |
| StopGame.ru           | Похвально       |

Согласно сайту-агрегатору обзоров Metacritic, Sovereign Syndicate получила «в целом благоприятные» отзывы критиков. Издание RPGFan отметило: «Sovereign Syndicate — это игра со своими взлётами и падениями. Если история будет продолжена, то геймплейная часть потребует некоторого переосмысления для того, чтобы она заработала. Но с другой стороны, мне очень понравились мир и персонажи, и я с удовольствием посмотрю на них ещё». Издание PC Invasion похвалило сценарий, но посчитало концовку поспешной. Издание PC Gamer отметило, что благодаря акценту, сделанному на ролевой игре, а не на боях, и заимствованиям из Disco Elysium, игра Sovereign Syndicate ощущается как ещё один шаг вперёд для CRPG. Издание RPGamer отметило, что игра «представляет собой прекрасное воплощение жанра газлампового фэнтези с сюжетом, подкрепляющим внешний вид». Издание IGN похвалило проработку мира и персонажей, но раскритиковало сценарий и назвало игру в целом «сборной солянкой».